# Неравенство Юнга
Неравенство Юнга (Янга) — соотношение для непрерывной строго возрастающей функции {\displaystyle f}, обращающейся в нуль в нуле: для любых {\displaystyle a\geqslant 0} и {\displaystyle b\geqslant 0} выполнено:
{\displaystyle ab\leqslant \int \limits _{0}^{a}f(x)dx+\int \limits _{0}^{b}f^{-1}(x)dx},
где {\displaystyle f^{-1}} — функция, обратная {\displaystyle f}.

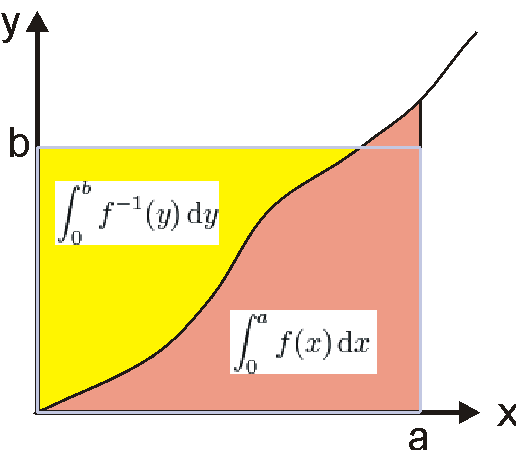
Графическая демонстрация неравенства — площадь прямоугольника со сторонами и не может быть больше суммы площадей фигур под графиками (красной) и (жёлтой), ограниченных и соответственно

Равенство достигается тогда и только тогда, когда {\displaystyle b=f(a)}.
Установлено в 1912 году Уильямом Янгом.
Естественное следствие — {\displaystyle ab\leqslant af(a)+bf^{-1}(b)} (в тех же условиях). Неравенство Фенхеля может быть рассмотрено как обобщение этого следствия — результат распространяется на пару выпукло-сопряжённых функций {\displaystyle f} и {\displaystyle f^{*}} в соответствующих векторных пространствах {\displaystyle a\in X} и {\displaystyle b\in X^{*}} (двойственном пространстве): {\displaystyle \left\langle a,b\right\rangle \leqslant f(a)+f^{*}(b)}.
Также из этого следствия при {\displaystyle f(x)=x^{p-1}}, и, соответственно {\displaystyle f^{-1}(y)=y^{q-1}}, может быть получено числовое неравенство Юнга: если {\displaystyle p,q>1} — сопряжённые показатели (то есть такие числа, что {\displaystyle {\frac {1}{p}}+{\frac {1}{q}}=1}), то:
{\displaystyle ab\leqslant {\frac {a^{p}}{p}}+{\frac {b^{q}}{q}}};
равенство достигается при {\displaystyle a^{p}=b^{q}}. Этот результат весьма востребован в различных направлениях анализа, в частности, используется в доказательстве неравенства Гёльдера, применяется для оценки норм нелинейных членов дифференциальных уравнений в частных производных.
Функции:
{\displaystyle F(a)=\int \limits _{0}^{a}f(x)dx} и {\displaystyle \Phi (b)=\int \limits _{0}^{b}f^{-1}(x)dx}
в связи с неравенством называются двойственными по Юнгу. Если {\displaystyle F_{1}} двойственна по Юнгу с {\displaystyle \Phi _{1}}, а {\displaystyle F_{2}} — двойственна по Юнгу с {\displaystyle \Phi _{2}}, то из {\displaystyle F_{1}(x)\leqslant F_{2}(x)} при достаточно больших {\displaystyle x} следует, что {\displaystyle \Phi _{1}(x)\geqslant \Phi _{2}(x)} при достаточно больших {\displaystyle x}.